# Shout (glazbeni sastav)
Shout je bio kršćanski glam metal sastav iz Costa Mese u Kaliforniji, SAD. Formirao ga je Ken Tamplin 1987. godine. Glazbeno su bili slični Stryperu, ali Encyclopedia of Contemporary Christian Music navodi ih kao "kompetentnije od Strypera". Tekstovima su im skladbe bile općenito izravnije nego ostali kršćanski glazbeni sastavi poput Bloodgooda. Dobili su nagradu Dove nakon što su se razišli 1989. godine.

## Diskografija
- 1987.: It Won't Be Long (Frontline Records, recenzija: CCM Magazine,[3] Cornerstone[2])
- 1989.: In Your Face (Frontline u USA, Music For Nations u UK, Fun House u Japanu, recenzija:CCM Magazine[4])
- 1992.: At the Top of Their Lungs (Intense Records, kompilacija)
- 1999.: It Won't Be Long/In Your Face (KMG Records, recenzija: Cross Rhythms  Arhivirana inačica izvorne stranice od 21. veljače 2020. (Wayback Machine)[5])
- 1999.: Shout Back (Indie: Nippon Crown Records u Japanu, Z Records u UK)

## Članovi
- Loren Robinson - bas-gitara
- Ken Tamplin - gitara, vokal
- Chuck King - gitara, vokal
- Joseph Galletta - bubnjevi
- Dennis Holt - bubnjevi
- Mark Hugonberger - klavijature
- Roger Mielke - klavijature
- Lanny Cordola - gitara
- Marty Friedman - gitara
- Randy Hansen - gitara
- Alex Masi - gitara
- Michael Angelo - gitara
- Joey Price - gitara

## Vanjske poveznice
- Discogs